# 궈위칭
궈위칭(중국어 정체자: 郭昱晴, 병음: Gūo Yùqíng, 한자음: 곽욱청, 영어: Jean Kuo, 1970년 3월 29일 ~ )은 타이완의 배우, 진행자이자 정치인으로, 2024년부터  비례대표 입법위원으로 활동해 왔다. 